# علي ربيع (ممثل)
علي ربيع (29 مارس 1989- ) ممثل و كاتب مصري.
بدايته كانت في مسرح الجامعة الذي التحق بها ثم اشتهر في مسرحية تياترو مصر، تخرج في كلية التجارة جامعة القاهرة، ثم التحق بفرقة كليته وقدم في أثنائها 25 عرضًا مسرحيًّا ضمن مهرجانات الجامعات المسرحية المختلفة؛ ثم التحاق بالدفعة الثالثة لمركز الإبداع التي يشرف عليها الفنان خالد جلال، عبر شخصيات متعددة لعبها في مسرحيات «أين أشباحى» الاستعراضيّة و«حلو الكلام» التي شكّل فيها ثنائيًّا كوميديا مع الممثل الشاب محمد أسامة مجسدين معًا فواصل درامية تعتمد على المشاغبات مع الجمهور لاختيار أشعار يلقيها باقي أبطال العرض المسرحي بإلقاء تمثيلى بديع وكوميدى.

## حياته
ولد علي السيد حسين ربيع في قرية الصالحية القديمة التابعة لمحافظة الشرقية، بدأ حياته العلمية في كلية التجارة بجامعة القاهرة، ثم عمل في مسرح جامعة القاهرة، وبعد تخرجه مباشرة التحق بورشة مركز الإبداع «الدفعة الثالثة» وبعد التخرج شارك في ثلاثة عروض تابعة لمركز الإبداع وفرقة خالد جلال، ومن هنا شاهده الفنان أشرف عبد الباقي وطلب منه المشاركة في مشروع تياترو مصر وعن الفترة ما بين التخرج والمشاركة في تياترو مصر ويقول علي ربيع أنه شارك في فيلم «بنات العم» بدور صغير لكنه نال أعجاب فريق العمل والجمهور.

## حياته الخاصة
تزوج من "ندى محمود" عام 2018 ولديه منها ابنته "مليكة"، في أبريل 2019 أعلن الزوجان الانفصال.

## أعماله

### الأفلام
| سنة الإنتاج | اسم الفيلم             | الشخصية         |
| ----------- | ---------------------- | --------------- |
| 2012        | بنات العم              | شاب الكمبيوتر   |
| 2014        | الحرب العالمية الثالثة | الإسكندر الأكبر |
| 2015        | كابتن مصر              | ديبة            |
| 2016        | حسن وبقلظ              | بقلظ            |
| 2017        | خير وبركة              | بركة            |
| 2020        | الخطة العايمة          | حمزون           |
| 2021        | أحمد نوتردام           | عامل الديلفري   |
| 2022        | زومبي                  | حمادة بطة       |
| 2023        | بعد الشر               | سولي            |
| 2024        | عالماشي                |                 |
| 2025        | الصفا ثانوية بنات      | هشام أبو طويلة  |

### المسلسلات
| سنة الإنتاج | اسم المسلسل      | الشخصية        |
| ----------- | ---------------- | -------------- |
| 2013        | الرجل العناب     |                |
| 2013        | الكبير أوي 3     |                |
| 2014        | الكبير أوي 4     |                |
| 2015        | لهفة             | أيمن شقيق لهفة |
| 2015        | استاذ ورئيس قسم  | ضيف شرف        |
| 2015        | مولانا العاشق    | هدهد           |
| 2016        | صد رد            | حورس           |
| 2018        | سك على اخواتك    | سعادة / سويلم  |
| 2019        | فكرة بمليون جنيه | علاء           |
| 2020        | عمر ودياب        | عمر            |
| 2020        | فلانتينو         | ضيف شرف        |
| 2021        | أحسن أب          | مختار          |
| 2023        | نصي التاني       | نادي النادي    |

### سيت كوم
- 2013: أحلى أيام
- 2014–2015: أنا وبابا وماما (ج1، ج2)

### المسرحيات
- 2014–2019: مسرح مصر
- 2020: صباحية مباركة

### المسلسلات الإذاعية
- 2015: المسيحاتي
- 2015: إحنا صغيرين أوي يا ماندو
- 2016: تاهت ولقيناها
- 2017: شيف على بياض

### الرسوم المتحركة
- 2020: سبع البرمبة